# Изверь
И́зверь — река в России, протекает по Износковскому и Дзержинскому районам Калужской области. Устье реки находится в 47 км от устья реки Угры по левому берегу. Длина реки составляет 72 км, площадь водосборного бассейна — 504 км².

## Данные водного реестра
По данным государственного водного реестра России относится к Окскому бассейновому округу, водохозяйственный участок реки — Угра от истока и до устья, речной подбассейн реки — бассейны притоков Оки до впадения Мокши. Речной бассейн реки — Ока.
Код объекта в государственном водном реестре — 09010100412110000021443.

### Притоки
(указано расстояние от устья)
- 20 км: река Грязненка (лв)
- 24 км: река Нерошка (лв)
- 53 км: река Липенка (пр)